# Good Girl Gone Bad: The Remixes
Good Girl Gone Bad: The Remixes es el primer álbum de remezclas de la cantante barbadense Rihanna, publicado en los Estados Unidos el 27 de enero de 2009, por la compañía discográfica Def Jam Recordings. El material contiene remezclas de temas de su tercer álbum de estudio, Good Girl Gone Bad (2007) y su reedición Good Girl Gone Bad: Reloaded (2008). Numerosos productores trabajaron en las canciones del disco, entre los que se destaca a Christopher «Tricky» Stewart, Stargate, Ne-Yo y Moto Blanco, entre muchos otros. Los temas aparecen en forma de versiones de la radio, en lugar de las originales, que contienen duraciones más largas.
Algunos periodistas musicales reseñaron la compilación, que en general obtuvo opiniones variadas; el álbum fue recomendado a los admiradores de la cantante que estaban aguardando el lanzamiento de su siguiente álbum de estudio. Sin embargo, fue criticado por continuar modificando el álbum original, Good Girl Gone Bad, con reediciones o álbumes de remezclas, y recomendaron a Rihanna tomarse un descanso o publicar un nuevo disco. Desde el punto de vista comercial, alcanzó el puesto número 106 de la lista estadounidense Billboard 200 y el cuatro en Dance/Electronic Albums; en esta última, ocupó el vigésimo segundo puesto en el ranking anual de 2009 y, para julio de 2010, había vendido 49 000 copias, según Nielsen SoundScan.

## Antecedentes y publicación
La revista estadounidense Rap-Up anunció el 21 de diciembre de 2008 que Rihanna publicaría su primer álbum de remezclas, titulado Good Girl Gone Bad: The Remixes, a finales de enero de 2009. La portada, diseñada por Ciarra Pardo, y el día de lanzamiento oficial fueron anunciados dos días después por la misma revista. El álbum se compone de remezclas club dance de temas de su tercer álbum de estudio, Good Girl Gone Bad (2007) y dos de su reedición Good Girl Gone Bad: Reloaded (2008). Todas las canciones de la edición estándar del disco original fueron reelaborados e incluidos en el recopilatorio, a excepción de «Lemme Get That», «Rehab» y «Sell Me Candy». La compañía discográfica Def Jam Recordings publicó el material en varios formatos: en los Estados Unidos, se puso a la venta en CD el 27 de enero de 2009, y en vinilo el 3 de febrero del mismo año. En Australia, Nueva Zelanda y los países de Europa, el CD fue publicado el 30 de enero de ese año, a excepción del Reino Unido, donde estuvo disponible desde el 9 de febrero.
Good Girl Gone Bad: The Remixes contó con la colaboración de los productores y DJ Moto Blanco, Jody den Broeder, Paul Emanuel, Seamus Haji, K-Klass, Lindbergh Palace, Tony Moran, Warren Rigg, Soul Seekerz y Wideboys. Soul Seekerz fue el que más remezclas creó, con un total de tres —«Breakin' Dishes», «Good Girl Gone Bad» y «Say It»—, mientras que Broeder y Wideboys contribuyeron en dos cada uno. La lista de temas es una versión reelaborada del disco adicional de la edición europea de Good Girl Gone Bad, publicado en junio de 2007; sin embargo, el recopilatorio excluye las remezclas del sencillo «SOS», del álbum A Girl Like Me (2006), y las pistas adicionales de Good Girl Gone Bad «Cry» y «Haunted», a favor de los remixes de los temas de Reloaded «Disturbia» y «Take a Bow». Adicionalmente, una segunda remezcla de «Umbrella», creada por Lindberg Palace, fue añadida al álbum. Mientras que el disco adicional de la versión europea de Good Girl Gone Bad contiene las remezclas completas, es decir, con la duración original, Good Girl Gone Bad: The Remixes incluye solo las versiones de la radio, que cortan las originales por tres o cuatro minutos.

## Recepción

### Crítica
Good Girl Gone Bad: The Remixes fue reseñada por algunos periodistas musicales, que en general le otorgaron opiniones variadas, aunque en su mayoría de carácter favorable. Jamie Nicholes, de la revista Noizemag, elogió el hecho de que la cantante y la compañía «aún hicieran tiempo para apaciguar a sus admiradores dance y la mafia de gais que la admiran». Observó que hay bastante por apreciar aquí y señaló que las versiones de la radio fueron utilizadas posiblemente para «hacerlas más digeribles a las masas que no entienden las mezclas completas». El sitio web Kalahari expresó que en lugar de parecer exagerado, los remixes resaltan el atractivo pegadizo y rítmico de las melodías de Rihanna, haciéndolo el álbum de fiesta perfecto. En su reseña para Rhapsody, Rachel Devitt comentó de manera breve que, con este disco de remezclas, la intérprete obtiene «aun más kilometraje del tercer álbum fenomenal y generador de éxitos». El periodista Chris Azzopardi, del periódico Between the Lines, le otorgó una opinión variada y escribió: «Ordeñando su álbum de 2007 Good Girl Gone Bad, por tercera vez, —una edición de lujo Reloaded seguido del lanzamiento original— las 12 canciones del disco son (inserte aquí el ceño) todas versiones de la radio». El crítico consideró la producción de las canciones como severas y nombró a las remezclas de «Umbrella» y «Shut Up and Drive» como ejemplos. Andy Kellman, de Allmusic, lo llamó una oportunidad desperdiciada. No obstante, le gustó que la compañía haya optado por las versiones de la radio en lugar de las completas, y comentó que «fueron más favorecidas posiblemente para enfatizar la posición alternativa del disco al repertorio original. [...] Juega más como un álbum apropiado que una compilación de remezclas estándar e inconexa». Una crítica negativa provino de Margeaux Watson, de Entertainment Weekly, quien declaró que ya es tiempo de que la intérprete pare de ordeñar esta vaca, en referencia al álbum original: «¿Qué sigue? ¿Good Girl Gone Bad: The Prequel? La chica necesita tomarse un descanso o hacer un disco con material nuevo».

### Comercial
En los Estados Unidos, Good Girl Gone Bad: The Remixes debutó y alcanzó el puesto número 106 de la lista Billboard 200 el 14 de febrero de 2009, con ventas de 5000 copias en sus primeros siete días de lanzamiento. También ingresó en la cuarta posición del conteo Dance/Electronic Albums, donde permaneció por un total de 18 semanas y ocupó el lugar veintidós en la lista anual. Por último, alcanzó la posición 59 en el ranking Top R&B/Hip-Hop Albums. Para julio de 2010, el disco había vendido 49 000 copias en territorio estadounidense, según Nielsen SoundScan. Finalmente, en Polonia, llegó al trigésimo segundo puesto de la lista Oficjalna lista sprzedaży.

## Lista de canciones
| Good Girl Gone Bad: The Remixes |                                                     |                                                                                   |                                            |          |  |
| N.º                             | Título                                              | Escritor(es)                                                                      | Productor(es)                              | Duración |  |
| 1.                              | «Umbrella» (con Jay-Z) (Seamus Haji & Paul Emanuel) | Shawn Carter Kuk Harrell Terius Nash Christopher «Tricky» Stewart                 | Tricky Stewart Seamus Haji ^ Paul Emanuel^ | 3:58     |  |
| 2.                              | «Disturbia» (Jody den Broeder)                      | Robert Allen Andre Merritt Chris Brown Brian Kennedy                              | Brian Kennedy Jody den Broeder^            | 3:52     |  |
| 3.                              | «Shut Up and Drive» (Wideboys)                      | Carl Sturken Evan Rogers Bernard Sumner Peter Hook Stephen Morris Gillian Gilbert | Sturken Rogers Wideboys^                   | 3:39     |  |
| 4.                              | «Don't Stop the Music» (Jody den Broeder)           | Mikkel S. Eriksen Tor Erik Hermansen Tawanna Dabney Michael Jackson               | Stargate Jody den Broeder^                 | 3:10     |  |
| 5.                              | «Take a Bow» (Tony Moran & Warren Rigg)             | Hermansen Eriksen Shaffer Smith                                                   | Stargate Ne-Yo Tony Moran^ Warren Rigg^    | 4:02     |  |
| 6.                              | «Breakin' Dishes» (Soul Seekerz)                    | Stewart Terius Nash                                                               | Stewart Soul Seekerz^                      | 3:19     |  |
| 7.                              | «Hate That I Love You» (con Ne-Yo) (K-Klassic)      | Smith Eriksen Hermansen                                                           | Stargate K-Klass^                          | 3:58     |  |
| 8.                              | «Question Existing» (Wideboys)                      | Smith Shea Taylor Carter                                                          | Shea Taylor Ne-Yo* Wideboys^               | 3:40     |  |
| 9.                              | «Push Up on Me» (Moto Blanco)                       | Jonathan Rotem Makeba Riddick Lionel Richie Cynthia Weil                          | J. R. Rotem Moto Blanco ^                  | 3:28     |  |
| 10.                             | «Good Girl Gone Bad» (Soul Seekerz)                 | Smith Hermansen Eriksen Lene Marlin                                               | Stargate Soul Seekerz^                     | 3:29     |  |
| 11.                             | «Say It» (Soul Seekerz)                             | Riddick Quaadir Atkinson Ewart Brown Clifton Dillon Sly Dunbar Brian Thompson     | Neo Da Matrix Soul Seekerz^                | 4:21     |  |
| 12.                             | «Umbrella» (con Jay-Z) (Lindberg Palace)            | Carter Harrell Nash Stewart                                                       | Stewart Lindbergh Palace^                  | 3:53     |  |
| 44:48                           |                                                     |                                                                                   |                                            |          |  |

Notas
- (*) denota coproductor.
- (^) denota quien realizó la remezcla y productor adicional.

## Posicionamiento en listas
| País (Lista 2009)                        | Mejor posición |
| ---------------------------------------- | -------------- |
| Estados Unidos (Billboard 200)           | 106            |
| Estados Unidos (Dance/Electronic Albums) | 4              |
| Estados Unidos (Top R&B/Hip-Hop Albums)  | 59             |
| Polonia (Oficjalna lista sprzedaży)      | 32             |

| País (Lista 2009)         | Posición |
| ------------------------- | -------- |
| (Dance/Electronic Albums) | 22       |

## Créditos y personal
- Compañía discográfica: Def Jam Recordings.
- Distribución: Universal Music Group.
- Artista principal: Rihanna.
- Masterización: Sterling Sound, Nueva York.

- Robert Allen: composición
- Joey Arbagey: A&R (remezclas)
- Quaadir Atkinson: composición
- Chris Brown: coros y composición
- Ewart Brown: composición
- Jay Brown: A&R
- The Carter Administration: producción ejecutiva
- Shawn Carter: composición
- Jon Cohen: teclado
- Eddie Craig: producción adicional y remezcla
- Kevin «KD» Davis: mezcla
- Jody den Broeder: producción adicional y remezcla
- Roberto Deste: fotografía
- Clifton Dillon: composición
- Sly Dunbar: composición
- Paul Emanuel: producción adicional, batería, teclados y remezcla
- Mikkel Storleer Eriksen: grabación y composición
- Gillian Gilbert: composición
- Seamus Haji: producción adicional, remezcla, batería y teclado
- Kuk Harrell: grabación, composición y producción vocal
- Danny Harrison: producción adicional y remezcla
- Al Hemberger: mezcla y grabación
- Tor Erik Hermansen: composición
- Andy Hickey: teclado
- Peter Hook: composición
- Michael Jackson: composición
- Julian Jonah: guitarra
- Terese Joseph: dirección de A&R
- Doug Joswick: producción de paquete
- K-Klass: producción adicional y remezcla
- Brian Kennedy: producción
- Simon Langford: producción adicional, remezcla y teclado
- Daniel Laporte: grabación
- Fabienne Leys: coordinación de A&R
- Lindbergh Palace: remezcla
- Manny Marroquin: mezcla
- Andre Merritt: composición y coros
- Tony Moran: ingeniería y remezcla
- Russ Morgan: producción adicional y remezcla
- Stephen Morris: composición
- Moto Blanco: producción adicional y remezcla
- Julian Napolitano: producción adicional, teclado y remezcla
- Ne-Yo: producción y producción vocal
- Neo da Matrix: producción
- Greg Ogan: grabación
- Ciarra Pardo: dirección artística y diseño
- Lionel Richie: composición
- Makeba Riddick: composición y producción vocal
- Warren Rigg: ingeniería y remezcla
- Paul Roberts: producción y remezcla
- J. Peter Robinson: dirección artística y diseño
- Evan Rogers: producción ejecutiva, producción y composición
- J. R. Rotem: producción y composición
- Brian Seals: composición
- George Seara: grabación
- Arthur Smith: producción adicional y remezcla
- Shaffer Smith: composición
- Tyran «Ty Ty» Smith: A&R
- Soul Seekerz: remezcla
- Stargate: producción
- Christopher «Tricky» Stewart: composición y producción
- Carl Sturken: producción ejecutiva, producción y composición
- Jim Sullivan: producción adicional y remezcla
- Bernard Sumner: composición
- Phil Tan: mezcla
- Shea Taylor: producción y composición
- Brian Thompson: composición
- Mike Tocci: grabación y supervisión de ingeniería
- Marcos Tovar: supervisión de ingeniería
- Andrew Vastola: grabación
- Cynthia Weil: composición
- Wideboys: producción adicional y remezcla
- Andrew Wiliams: producción adicional, remezcla e ingeniería
- Leon Zervos: masterización

Fuentes: Allmusic, Discogs y notas del disco compacto.